# Quand je vois tes yeux
Pour les articles homonymes, voir Yeux.
Clip vidéo
[vidéo] « Quand Je vois tes Yeux - Dany Brillant - 1996 (Clip officiel) », sur YouTube
Quand je vois tes yeux est une chanson d'amour, de salsa latino-cubaine, de l'auteur-compositeur-interprète-guitariste Dany Brillant, single extrait de son 3e album Havana de 1996, vendu à plus de 300 000 exemplaires,. Un des plus importants succès de son répertoire.

## Histoire
Après le succès de ses deux premiers albums french jazz-latino C'est ça qui est bon de 1991, et C'est toi de 1993, réalisés à Paris avec son pianiste compositeur chef d'orchestre cubain Rembert Egües,, Danny Brillant se rend à Cuba avec ce dernier, pour écrire et composer son 3e album Havana de 1996, porté par ce single « Quand je vois tes yeux ».
Il écrit ce titre sur un de ses thèmes de prédilection d'une déclaration d'amour, sur un air de salsa latino-cubaine « Et quand je vois tes yeux, je suis amoureux, quand j'entends ta voix, je suis fou de joie, la salsa, hepa... ». Il l'enregistre au studio Egrem de La Havane,, accompagné par trente musiciens de musique cubaine, avec un clip également tourné dans les rues touristiques de La Havane de Cuba.